# Janghowon-eup
Janghowon-eup (koreanska: 장호원읍) är en köping i kommunen Icheon i provinsen Gyeonggi i den centrala delen av Sydkorea, 75 km sydost om huvudstaden Seoul. 